# Лариса
Лариса (старогр: грч.), је главни град грчке периферије Тесалије и сједиште округа Лариса. Лариса је, такође, један од најважнијих градова Грчке.
Према овом граду астероид (1162) је добио име, као и Нептунов сателит.

## Име града
Реч „Лариса“ у старом грчком језику значи „тврђава, упориште“, а у грчкој митологији нимфа Лариса је кћи праоца грчког племена Пелазга, које су били први познати становници ових простора. Ово племе имало је много насеља са овим именом.

## Географија
Град Лариса се налази у средишњем делу Тесалијске равнице, на реци Пинејос. Положај града је изузетно повољан, јер се налази поред главне саобраћајнице у земљи, пута Атина - Солун.
Клима у Лариси је измењена варијанта средоземне климе, за коју су особене изузетно жарна лета и хладније зиме са не баш тако ретким снегом. Лариса је позната је као један од најтоплијих грчких градова лети.

## Историја
Најстарији археолошки налази у подручју Ларисе говоре да је ово подручје било насељено још у време праисторије.
Први познати становници подручја Ларисе било је грчко племе Пелазги. У 5. веку п. н. е. ово подручје је укључено у цивилизацијске токове, али било на маргини главних догађања. Ипак, било је толиког значаја да га посете познати људи, попут филозофа Хипократа и Горгије, који су овде и умрли. У току Пелопонеског рата Лариса је била на страни Атине. 344. године подручје Ларисе потпало је под власт античке Македоније, да би 196. године била под староримском влашћу. У 5. веку град је постао седиште архиепископа.
У средњем веку град је био највише у оквиру Византије, кратко под средњовековном Бугарском и Србијом, да би у 15. веку град пао под отоманску власт. Под Турцима Лариса остаје следећа 4 века, познат под именом „Нови Грчки град“ (тур. Yenişehr-i Fenar). 1881. године град припада савременој Грчкој, а месно муслиманско становништво се масовно исељава, да би се последњи иселили после Грчко-турског рата 1897-1898. године.
Као претплатник једне српске књиге, јавља се у Београду извесни Николај Котула трговац родом из Ларисе, у Тесалији.

## Становништво
Лариса има 126.076 становника и седми је по величини град Грчке. Становништво су углавном етнички Грци. Кретање становништва по годинама било је следеће:
| 1889.  | 1907.  | 1991.   | 2001.   |
| ------ | ------ | ------- | ------- |
| 13.610 | 18.001 | 113.781 | 126.076 |

| 1907.  | 1991.   | 2001.   | 2011.   |
| ------ | ------- | ------- | ------- |
| 95.066 | 277.973 | 279.305 | 162.591 |

## Привреда
Лариса је привредни центар, пољопривредно оријентисаног региона у коме се налази. У околини постоји велики број малих предузећа који се баве производњом дувана, воћа, поврћа и памука, а, у вези са тим, у граду доминира прехрамбена индустрија.
У близини Ларисе налази се Међународни аеродром „Средишња Грчка“.

## Партнерски градови
- Сер
- Балци
- Ноксвил

## Галерија
- Остаци средњовековне Ларисе
- Градска галерија
- Споменик Јеврејима